# 塩見泰隆
塩見 泰隆（しおみ やすたか、1993年6月12日 - ）は、神奈川県相模原市中央区出身のプロ野球選手（外野手）。右投右打。東京ヤクルトスワローズ所属。

## 経歴

### プロ入り前
小学生の頃から軟式野球を始め、相模原市立星が丘小学校、相模原市立中央中学校（海老名リトルシニア）を経て武相高等学校に進学。
高校時代は、2年生の秋からレギュラーに定着。3年生の夏の県大会では、主に「3番・右翼手」としてスタメン出場。チームは、準々決勝の茂木栄五郎らを擁する桐蔭学園戦で、延長12回の激戦の末に2-3で破れ、甲子園に出場することはできなかった。同期には井口和朋らがいた。
高校卒業後は帝京大学に進学。1年時から試合に出場し、3年生の春のリーグ戦では打率.279、17安打、1本塁打、11盗塁の成績を残した。同期には青柳晃洋、西村天裕らがいた。
大学卒業後はJX-ENEOSに入団。1年目は膝に怪我を負ったが、2年目の2017年から「1番・中堅手」で先発出場。計19試合、打率.282、1本塁打、10打点の成績を残した。社会人時代の同僚には高梨雄平、若林晃弘がいる。
2017年10月のドラフト会議で東京ヤクルトスワローズから4位指名され、契約金4500万円、年俸1000万円で入団した。背番号は9。

### ヤクルト時代
2018年は、二軍で打率.306、4本塁打、10打点、8盗塁を記録し、7月31日に一軍初昇格。同日の広島東洋カープ戦で、「5番・右翼手」として一軍デビューした。チームの新人では1986年に3番を務めた荒井幸雄以来32年ぶりにクリーンナップを務めたが、4打席無安打に終わった。その後もなかなか安打が出なかったが、10月7日の阪神タイガース戦（明治神宮野球場）で右翼線に落ちる二塁打を打ち、通算25打席目でプロ初安打を記録した。11月24日から台湾で開かれたアジアウインターベースボールリーグに、NPBイースタン選抜として出場した。
2019年は、オープン戦で打率.385、12盗塁と好成績を残して開幕一軍入りを果たすも、前年同様不振が続き、一軍抹消と登録を繰り返した。それでも、二軍では7月の月間MVPを受賞し、9月5日に大引啓次と入れ替わりで一軍に昇格すると、同19日の対阪神戦で髙橋遥人からプロ初本塁打を放つなど、再昇格後の9月は月間打率.314と好調だった。なお、二軍では規定打席未満ながらリーグ2位の16本塁打を記録するなど2年連続で好成績を残し、秋のみやざきフェニックス・リーグでは歴代2位となる9本塁打を記録した。オフの12月16日に、前年年俸950万円から100万円アップの1050万円（金額は推定）で契約を更改した。
2020年は、練習試合から結果を残し、開幕一軍入りする。開幕から「5番・中堅手」で先発起用され、2戦目には神宮球場での初本塁打を放った。6月29日に突き指で登録抹消されたため、出場試合数は前年より減少したものの、最終的に打率.279と前年より飛躍した年となった。
2021年は、オープン戦で不振に苦しむも、開幕戦には「6番・中堅手」で先発出場した。開幕直後に新型コロナウイルス感染者の濃厚接触者と判定された青木宣親、および足のコンディション不良を抱えていた山田哲人が離脱した際には3番や5番打者を務め、村上宗隆と共に打線を牽引した。4月後半からスタメンを数試合外れたが、5月下旬には中軸から下位に新外国人のホセ・オスナとドミンゴ・サンタナが加わったことで1番に固定された。9月17日の対読売ジャイアンツ戦（東京ドーム）では8回一死満塁の打席で古川侑利から自身初の満塁本塁打を放ち、翌18日の対巨人戦では、史上71人目76度目のサイクル安打を達成した。月別の成績に大きなムラがあり、阪神の佐藤輝明に次ぐ156三振を喫したが、持ち味の長打力のある打撃を見せて14本塁打、出塁率.357（リーグ11位）、OPSは.798を記録。走塁面でも高い盗塁成功率を記録し、守備面でも5月16日の中日ドラゴンズ戦においてバックホームで大島洋平の本塁生還を阻止しチームのサヨナラ負けを防ぐなどの活躍を見せた。中軸からリードオフマンと役割に応じて結果を残し、大きな故障もなく初めて規定打席に到達するなど飛躍の年となり、レギュラー1年目にしてリーグ優勝に大きく貢献した。クライマックスシリーズのファイナルステージでは計3戦で打率.400、4打点を挙げ、第1戦と第2戦ではヒーローインタビューに呼ばれる活躍を見せた。日本シリーズでは打率.250と落ち込んだものの、その中でも第6戦では延長12回に安打で出塁した後に川端慎吾の適時打で日本一への決勝点となる本塁を踏んだ。オフには、初のベストナイン（外野手部門）を受賞し、3150万円増の推定年俸4500万円で契約を更改した。
2022年は、5月27日の東北楽天ゴールデンイーグルス戦で、3打席連続本塁打を記録。新型コロナウイルス感染で離脱した影響で感覚が狂い、復帰後は不振に陥ったが最終的にキャリアハイの16本塁打を記録。前年と遜色ない成績を残し、リーグ連覇に貢献した。オリックスとの再戦となった日本シリーズでは、全試合に先発出場し主砲の村上宗隆が厳しいマークに遭うなかホセ・オスナと共に打撃面でチームを牽引。全試合で出塁しシリーズ通算.357の好打率でシリーズ優秀選手賞を受賞した。しかし、第7戦で5回表二死満塁の場面で杉本裕太郎の打球を捕球体制に入りながら後逸し痛恨のエラー。更に9回裏の打席ではジェイコブ・ワゲスパックに空振り三振を喫し、最後の打者となった。シーズンの終了後にはセ・リーグの外野手部門でゴールデングラブ賞を初めて受賞。12月8日の契約更改では4100万円増の推定年俸8600万円でサインした。オフには野球日本代表に初選出され、翌年3月開催予定のWBCに向けた強化試合計3試合に出場した（ただし、後述のコンディション不良により、実際にWBCへ出場するメンバーには選出されなかった）。
2023年は、春季キャンプの途中より下半身のコンディション不良で二軍調整に入り、5月4日の対巨人戦で一軍に合流した。しかし、5月25日の阪神戦で再び下半身を痛め、翌26日に登録抹消となった。7月27日に一軍に復帰すると同月30日の対横浜DeNAベイスターズ戦（明治神宮野球場）で1回に放った先制適時打を含む3打席連続安打でシーズン初の猛打賞を挙げた。8月15日の対DeNA戦（明治神宮野球場）では3回に遊ゴロを放った後の走塁中に左手で腰を押さえながらうずくまり、担架で運ばれ退場。翌8月16日に下半身コンディション不良で出場選手登録を抹消された。9月9日に一軍に合流すると、同日の対DeNA戦（横浜スタジアム）では1回表に石田健大から初回初球先頭打者本塁打、同月21日の対中日戦（明治神宮野球場）では4回一死満塁の打席で小笠原慎之介から満塁本塁打を放った。最終的に打率.301、8本塁打、31打点の成績を残すも盗塁は1と大幅に減り53試合の出場に留まり、故障に苦しんだシーズンとなった。
2024年は、3月に開催された侍ジャパンシリーズ2024 日本 vs 欧州代表の日本代表に選出され出場を果たした。開幕戦から「1番・中堅手」としてマルチ安打でチームの勝利に貢献し、出場を続けていたが、4月27日の阪神戦の初回に大竹耕太郎の初球を左翼スタンドへ叩き込み先頭打者本塁打を記録した際に腰に違和感が生じ、直後の守備から交代。その後はスタメンから外れ、5月3日の中日戦で8回から代打で途中出場し、延長11回裏の無死一塁の場面で勝野昌慶からサヨナラ本塁打を記録した。5月8日のDeNA戦からスタメン復帰をしていたが、5月11日の巨人戦で内野安打で一塁へ全力疾走した際に左膝を痛めて転倒し、担架で運ばれ途中交代。翌12日に都内の病院で全治未定の左膝前十字靱帯損傷と左膝半月板損傷と診断され、一軍登録を抹消された。そのままシーズンを終え、31試合出場、打率.267、3本塁打、8打点に終わった。12月11日、1400万円減となる推定年俸5700万円で契約を更改した。

## 選手としての特徴
走攻守、三拍子揃った外野手。俊足で守備範囲が広く、打撃はリストが強くパンチ力もある。
日によって調子にムラがあるタイプとも言われている。3打席連続本塁打を記録した2022年5月27日の対楽天戦のあとのインタビューで監督の高津臣吾は、「サイクルもするし、4三振もする男だから、彼のことはよくわからない」という主旨のコメントで呆れながら語っている。

## 人物・エピソード
趣味はゴルフ。
元バレーボール選手の父親と元陸上選手の母親を持つ。
高校の先輩に、ヤクルトのファンクラブの名誉会員でもあるお笑いタレントの出川哲朗がいる。そのことについては、「当然知っているし、あのリアクションの感じがかなり好きなので、ぜひ球場に来ていただきたい」と語っている。また、高校野球部では1学年下にお笑いコンビ・金の国の渡部おにぎりがおり、塩見が3番、渡部が4番を打っていた。
大学時代、野球部の練習場が相模原市内の山間部にあるため、頻繁に出没する野生のイノシシを追いかけ回していた。卒業まで捕まえることこそできなかったが、「併走していた」という。
大学の同期の青柳とはよく連絡を取り合う仲で、ドラフト指名後に最初に来た祝福メールも青柳からのものだった。
練習中に歯を折ったことがある。
前述の通り、2021年のクライマックスシリーズのファイナルステージで活躍し、自他ともにMVPの有力候補と目されていた。しかしMVP選出はならず、第3戦勝利後のセレモニーでは、MVP発表の際に奥川恭伸の名前が呼ばれた瞬間、隣にいた村上らとともにずっこけるパフォーマンスを見せた。
サッカー選手の酒井宏樹に顔が似ている。酒井が日本代表に選出されたワールドカップ開催中に行われた2022年ヤクルトのファン感謝デーでは、塩見が酒井のユニフォームを着用し挨拶を行っている。
2022年12月、モデルの新川永紗と結婚。
2024年12月、妻の新川永紗がInstagramを通じて同年10月10日に第一子となる女児が誕生したことを発表した。

## 詳細情報

### 年度別打撃成績
| 年 度     | 球 団     | 試 合 | 打 席 | 打 数 | 得 点 | 安 打 | 二 塁 打 | 三 塁 打 | 本 塁 打 | 塁 打 | 打 点 | 盗 塁 | 盗 塁 死 | 犠 打 | 犠 飛 | 四 球 | 敬 遠 | 死 球 | 三 振 | 併 殺 打 | 打 率 | 出 塁 率 | 長 打 率 | O P S |
| --------- | --------- | ----- | ----- | ----- | ----- | ----- | -------- | -------- | -------- | ----- | ----- | ----- | -------- | ----- | ----- | ----- | ----- | ----- | ----- | -------- | ----- | -------- | -------- | ----- |
| 2018      | ヤクルト  | 16    | 26    | 25    | 1     | 1     | 1        | 0        | 0        | 2     | 0     | 0     | 0        | 0     | 0     | 1     | 0     | 0     | 7     | 0        | .040  | .077     | .080     | .157  |
| 2019      | ヤクルト  | 45    | 98    | 88    | 20    | 16    | 2        | 2        | 1        | 25    | 7     | 4     | 1        | 0     | 0     | 8     | 0     | 2     | 24    | 1        | .182  | .265     | .284     | .549  |
| 2020      | ヤクルト  | 43    | 179   | 154   | 20    | 43    | 4        | 2        | 8        | 75    | 21    | 13    | 2        | 3     | 0     | 17    | 0     | 5     | 44    | 4        | .279  | .369     | .487     | .856  |
| 2021      | ヤクルト  | 140   | 534   | 474   | 80    | 132   | 21       | 7        | 14       | 209   | 59    | 21    | 5        | 2     | 0     | 48    | 1     | 10    | 156   | 1        | .278  | .357     | .441     | .798  |
| 2022      | ヤクルト  | 130   | 567   | 508   | 83    | 140   | 30       | 6        | 16       | 230   | 54    | 24    | 7        | 1     | 3     | 43    | 1     | 12    | 122   | 6        | .276  | .345     | .453     | .797  |
| 2023      | ヤクルト  | 51    | 209   | 186   | 33    | 56    | 9        | 2        | 8        | 93    | 31    | 1     | 2        | 0     | 1     | 19    | 1     | 3     | 40    | 3        | .301  | .373     | .500     | .873  |
| 2024      | ヤクルト  | 31    | 113   | 101   | 15    | 27    | 3        | 0        | 3        | 39    | 8     | 3     | 0        | 0     | 1     | 9     | 3     | 2     | 16    | 1        | .267  | .336     | .386     | .722  |
| 通算：7年 | 通算：7年 | 456   | 1726  | 1536  | 252   | 415   | 70       | 19       | 50       | 673   | 180   | 66    | 17       | 6     | 5     | 145   | 6     | 34    | 409   | 16       | .270  | .345     | .438     | .783  |

- 2024年度シーズン終了時
- 各年度の太字はリーグ最高

### 年度別守備成績
| 年 度 | 球 団    | 外野  | 外野  | 外野  | 外野  | 外野  | 外野     |
| 年 度 | 球 団    | 試 合 | 刺 殺 | 補 殺 | 失 策 | 併 殺 | 守 備 率 |
| ----- | -------- | ----- | ----- | ----- | ----- | ----- | -------- |
| 2018  | ヤクルト | 9     | 12    | 0     | 0     | 0     | 1.000    |
| 2019  | ヤクルト | 37    | 55    | 0     | 1     | 0     | .982     |
| 2020  | ヤクルト | 42    | 67    | 4     | 1     | 0     | .986     |
| 2021  | ヤクルト | 137   | 263   | 4     | 5     | 1     | .982     |
| 2022  | ヤクルト | 127   | 303   | 5     | 2     | 1     | .994     |
| 2023  | ヤクルト | 49    | 123   | 2     | 1     | 1     | .992     |
| 2024  | ヤクルト | 28    | 61    | 1     | 0     | 0     | 1.000    |
| 通算  | 通算     | 429   | 884   | 16    | 10    | 3     | .989     |

- 2024年度シーズン終了時
- 各年度の太字はリーグ最高
- 太字年はゴールデングラブ賞受賞年

### 表彰
NPB
- ベストナイン：1回（外野手部門：2021年[25]）
- ゴールデングラブ賞：1回（外野手部門：2022年[31]）
- 日本シリーズ優秀選手賞：1回（2022年）

国際大会
- 2018アジアウインターベースボールリーグ：最優秀打者賞（2018年）[68]

### 記録
初記録
- 初出場・初先発出場：2018年7月31日、対広島東洋カープ14回戦（明治神宮野球場）、「5番・右翼手」で先発出場
- 初打席：同上、1回裏にクリス・ジョンソンから右飛
- 初安打：2018年10月7日、対阪神タイガース24回戦（明治神宮野球場）、7回裏に岩崎優から右前二塁打
- 初盗塁：2019年4月5日、対中日ドラゴンズ1回戦（明治神宮野球場）、7回裏に二盗（投手：ジョエリー・ロドリゲス、捕手：大野奨太）
- 初打点：2019年6月2日、対横浜DeNAベイスターズ12回戦（横浜スタジアム）、2回表に国吉佑樹から右越適時三塁打
- 初本塁打：2019年9月19日、対阪神タイガース25回戦（阪神甲子園球場）、5回表に髙橋遥人から中越2ラン

その他の記録
- サイクル安打：2021年9月18日、対読売ジャイアンツ19回戦（東京ドーム）※史上71人目（76度目）[22]
- オールスターゲーム出場：1回（2022年）

### 背番号
- 9（2018年 - ）

### 登場曲
- 「U.S.A.」DA PUMP（2018年）
- 「君に捧げる応援歌」HIPPY（2018年 - 2019年）
- 「東京・中山 G1ファンファーレ」サウンドワークス（2019年、2021年 - 。1番打者として先発出場かつ第1打席のみ）
- 「ギンギラギンにさりげなく」近藤真彦（2020年）
- 「廻廻奇譚」Eve（2021年。奇数打席のみ）
- 「僕の戦争」神聖かまってちゃん（2021年 - 。2021年は偶数打席、2022年は奇数打席のみ）
- 「うまぴょい伝説」ウマ娘プロジェクト（2021年11月1日の第2打席のみ）[69]
- 「Life's Too Short」Two Friends, FITZ（2022年 - 。偶数打席のみ）